# Борковка (городской округ город Выкса)
Борковка — село в составе Городского округа город Выкса Нижегородской области, входящее в административно-территориальное образование рабочий посёлок Ближне-Песочное.

## История
В конце XIX — начале XX века деревня входила в состав Шиморской волости Меленковского уезда Владимирской губернии, с 1921 года — в составе Выксунского уезда Нижегородской губернии. В 1859 году в деревне числилось 50 дворов, в 1905 году — 160 дворов.
С 1929 года деревня входила в состав Грязновского сельсовета Выксунского района Горьковского края, с 1936 года — в составе Горьковской области, с 1965 года в составе Ближнепесочинского поссовета.
С 2004 года село Борковка в составе городского поселения рабочий поселок Ближне-Песочное, с 2011 года входит в состав городского округа город Выкса.
Борковка очень сильно пострадала от лесного пожара 29 июля 2010 года. Сгорело 120 домов из 503, двое человек погибли.
Часовня построенная в память о погибших и пострадавших от катастрофических пожаров 2010 года была освящена 29 июля 2012 года в честь Николая Чудотворца

## Население
| 1859 | 1897 | 1905 | 1999  | 2002  | 2010  |
| ---- | ---- | ---- | ----- | ----- | ----- |
| 447  | ↗644 | ↗768 | ↗1022 | ↘1018 | ↗1091 |

## Инфраструктура
В селе расположено отделение Почты России (индекс 607038).

## Известные уроженцы
- Ардальон Вениаминович Баранов — Герой Советского Союза.